# War (Bob-Marley-Lied)
War (zu deutsch „Krieg“) ist ein Song von Bob Marley und seiner Band The Wailers. Es wurde auf dem Studioalbum Rastaman Vibration (1976) als neuntes von zehn Liedern veröffentlicht.

## Liedtextbeschreibung
War ist weniger als klassisches Lied mit Strophen und Refrain aufgebaut, als vielmehr eine Art Sprechgesang; dies ist kein Zufall, denn Marley schrieb den Text nicht selbst, sondern entnahm ihn einer Passage aus der Rede Haile Selassies an die Vereinten Nationen in New York am 4. Oktober 1963.
Der Text, der in der ursprünglichen Formulierung Selassies einen einzigen Satz bildete, stellt fest, dass der afrikanische Kontinent keinen Frieden kennen wird, bis:
- die Philosophie, in der eine Rasse der anderen bevorzugt wird, endgültig und dauerhaft verrufen und abgeschafft sein wird,
- der Hautfarbe nicht mehr Bedeutung zugesprochen wird als der Augenfarbe,
- die fundamentalen Menschenrechte jedem Menschen, ohne Rücksicht auf seine Rasse, gleichermaßen garantiert sein werden,
- die schändlichen und unglücklichen Regimes, die die Brüder in Angola, Mosambik und in Südafrika (stellvertretend für ganz Afrika) in unmenschlicher Knechtschaft halten, gestürzt und zerstört sein werden,
- alle Afrikaner stehen und sprechen als freie Menschen, gleichwertig in den Augen der Menschheit, wie sie es sind in den Augen des Himmels.

Bis zu jenem Tag werde der Traum von dauerhaftem Frieden und weltlicher Bürgerschaft und die Herrschaft internationaler Moral nichts als eine flüchtige Illusion bleiben, die zu erstreben, aber niemals zu erlangen sei. Zum Schluss folgt der warnende Aufruf, die Afrikaner werden kämpfen, denn es sei notwendig, und sie sind sich ihres Sieges sicher, da sie überzeugt sind vom Triumph vom Guten über das Böse.
Marley fügte zwischen jedes Statement ein „War“ ein, zum Beispiel in der Form von „me say: War“ (ich sage: Krieg), „it is a war“ (es ist ein Krieg), und so weiter. Wenngleich der Text nicht von Marley selbst stammt, gilt er als einer der kraftvollsten und dichterisch besten Kompositionen Marleys, der die Worte von Selassie, der von dem gläubigen Rastafari Marley als wiedergekehrter Messias (Jehova, „Jah Rastafari“) verehrt wurde, im typischen Reggae-Stil vertonte.

## Musikbeschreibung
Musikalisch gesehen ist das Lied sehr einfach aufgebaut, es wechseln sich taktweise b-Moll- und As-Dur-Akkorde ab, dazu kommt hin und wieder eine Steigerung, wenn Marley das Wort „War“ singt. Im Hintergrund ist das ganze Lied hindurch der auf jeden Taktbeginn gesetzte „War“-Ruf der Hintergrundsängerinnen (The I-Threes) zu hören. Der E-Bass spielt nicht konsequent nur abwechslungsweise zwei Akkorde, sondern spielt teilweise einige eigene Improvisationen; das Gleiche gilt auch für die Bläser. Trotzdem verliert die Musik dadurch nicht an Wirkung, da sie eine hervorragende Untermauerung des im Vordergrund stehenden Textes bildet.

## Statistische Daten
War zählt zu den bekannten Songs von Marley. Der Song war durchgehend fester Bestandteil auf Konzerten der Tourneen von 1976 bis 1980. Eine Live-Aufnahme wurde auf dem Live-Album Babylon By Bus (1978) veröffentlicht. Der Song wurde nie als solcher einzeln gespielt, bis auf einige Konzerte in Jamaika und dem One Love Peace Concert 1978, sondern ihm folgte meistens das Lied No More Trouble, welches sich musikalisch wie auch inhaltlich nahtlos an War anfügt. Auf der Tournee 1976 und vereinzelt auch in folgenden Jahren wurde noch Get Up, Stand Up ebenfalls angefügt, woraus dann ein Medley aus jenen drei Songs entstand.
Die Albumversion hat die Tonart b-Moll; bei Live-Auftritten wurde der Song immer in h-Moll gespielt. Die Dauer der Albumversion beträgt dreieinhalb Minuten. Die Dauer von Live-Versionen variiert von dreieinhalb bis acht Minuten.

## Andere Versionen
Eine zusätzliche alternative Version existiert, in der Marley am Schluss noch einige weitere Worte aus Selassies Rede anfügt; sie wurde jedoch nie live gesungen. Die Tonart ist ebenfalls b-Moll, die Dauer beträgt etwas mehr als vier Minuten.
Sepultura coverten das Lied 1996 bei den Aufnahmen für das Album Roots, es erschien jedoch erst auf der Kompilation Blood Rooted und einer späteren Label-Bonusveröffentlichung.
Sinéad O’Connor coverte das Stück auf ihrem in Jamaika mit jamaikanischen Musikern aufgenommenen Roots-Reggae Album Throw Down Your Arms in 2005.
Bobs Sohn Ziggy Marley präsentiert auf seinem Live-Album In Concert (erschienen im Januar 2013) ein Medley, bei dem er auch War neu interpretiert hat.
Das Lied wurde oft aus einem Stück mit No More Trouble gespielt. So wie in der Coverversion von Bono and musicians from around the world für die CD/DVD Playing for Change.